# Пултуский повет
Пултуский повет (пол. Powiat pułtuski) — повет (район) в Польше, входит как административная единица в Мазовецкое воеводство. Центр повета — город Пултуск. Занимает площадь 828,63 км². Население — 51 395 человек (на 2013 год).

## Административное деление
- города: Пултуск
- городско-сельские гмины: Гмина Пултуск
- сельские гмины: Гмина Гзы, Гмина Обрыте, Гмина Покшивница, Гмина Сверче, Гмина Винница, Гмина Заторы

## Демография
Население повета дано на 2013 год.
| Перепись            | Всего  | Мужчины | Женщины |
| ------------------- | ------ | ------- | ------- |
| Всего               | 51 395 | 25 464  | 25 931  |
| Городское население | 19 228 | 9195    | 10 033  |
| Сельское население  | 32 167 | 16 269  | 15 898  |